# Томе-Асу (мікрорегіон)

Томе-Асу на карте.

Томе-Асу (порт. Microrregião de Tomé-Açu) — мікрорегіон в Бразилії, входить в штат Пара. Складова частина мезорегіону Північний схід штату Пара. Населення становить 287 618 чоловік (на 2010 рік). Площа — 23 704,470 км². Густота населення — 12,13 чол./км².

## Склад мікрорегіону
До складу мікрорегіону включені наступні муніципалітети:
1. Акара
2. Конкордія-ду-Пара
3. Можу
4. Тайландія
5. Томе-Асу

| Бразилія | Це незавершена стаття з географії Бразилії. Ви можете допомогти проєкту, виправивши або дописавши її. |